# Harald Freiherr von Uslar-Gleichen
Karl Alfred Harald Freiherr von Uslar-Gleichen (* 7. August 1905 in Hagenau; † 19. Juli 2000 in Hamburg) war ein deutscher Offizier, zuletzt Brigadegeneral des Heeres der Bundeswehr.

## Beruflicher Werdegang
Harald Freiherr von Uslar-Gleichen entstammte dem niedersächsischen Adelsgeschlecht Uslar-Gleichen. Er war der zweite Sohn des Majors Alexander von Uslar-Gleichen (1874–1952) und der Else Frank, Tochter eines Senators und Ökonomierats. Sein Großvater Karl von Uslar-Gleichen (1845–1917) war Gutsbesitzer auf Mittelgut Appenrode bei Göttingen. Harald Freiherr von Uslar-Gleichen war im Zweiten Weltkrieg zuletzt Oberst im Generalstab der Wehrmacht im Stab der Heeresgruppe West und mit dem am 5. März 1945 hingerichteten Widerstandskämpfer Hasso von Boehmer befreundet.
In die 1955 gegründeten Bundeswehr trat er am 3. Januar 1956 als Oberst ein. Er war zunächst in der Annahmeorganisation in Bonn und Köln tätig, bevor er im Februar 1957 Lehrgruppenkommandeur an der Schule der Bundeswehr für Innere Führung in Koblenz wurde. Von September 1959 bis März 1963 war er Kommandeur der Heeresoffizierschule II in Hamburg. Am 21. Juli 1960 erfolgte die Beförderung zum Brigadegeneral. Mit Ablauf des März 1963 wurde er in den Ruhestand versetzt.
Nach seiner Dienstzeit war er Mitarbeiter im Haus Rissen Hamburg – Institut für Internationale Politik und Wirtschaft.

## Familie
Harald heiratete 1933 in Hildesheim Ruth Noeggerath, Tochter eines Forstmeisters. Ihr Sohn Hasso Freiherr von Uslar-Gleichen war Brigadegeneral der Bundeswehr und Verteidigungsattaché. Haralds Enkelin Tania Freiin von Uslar-Gleichen war bis 2022 Vizepräsidentin des Bundesnachrichtendienstes.
Sein älterer Bruder Hans (1902–1984), der mit einer Tochter des Generals der Infanterie Hans von Obstfelder verheiratet war, diente ebenfalls als Oberst a. D. Sein jüngerer Bruder Horst (1911–1944) starb als Oberstleutnant bei Goldap in Polen.

## Auszeichnungen
- Deutsches Kreuz in Silber (1945)
- Deutsches Kreuz in Gold (30. April 1945)
- Kriegsverdienstkreuz I. Klasse mit Schwertern
- Großes Verdienstkreuz des Verdienstordens der Bundesrepublik Deutschland (1963)